# 1976–1977-es NHL-szezon
Az 1976–1977-es NHL-szezon az hatvanadik NHL-szezon volt.
Ebben az évben két csapat is elköltözött: a Kansas City Scouts a Coloradoi Denverbe, ahol Colorado Rockies néven játszottak, a California Golden Seals pediglen a Ohio-beli Clevelandba, ahol Cleveland Barons név alatt játszottak.

## Tabella
Megjegyzés: a vastagon szedett csapatok bejutottak a rájátszásba

### Prince of Wales-főcsoport
| Adams-divízió       | MSz | Gy | V  | D  | SzG | KG  | P   |
| ------------------- | --- | -- | -- | -- | --- | --- | --- |
| Boston Bruins       | 80  | 49 | 23 | 8  | 312 | 240 | 106 |
| Buffalo Sabres      | 80  | 48 | 24 | 8  | 301 | 220 | 104 |
| Toronto Maple Leafs | 80  | 33 | 32 | 15 | 301 | 285 | 81  |
| Cleveland Barons    | 80  | 25 | 42 | 13 | 240 | 292 | 63  |

| Norris-divízió      | MSz | Gy | V  | D  | SzG | KG  | P   |
| ------------------- | --- | -- | -- | -- | --- | --- | --- |
| Montréal Canadiens  | 80  | 60 | 8  | 12 | 387 | 171 | 132 |
| Los Angeles Kings   | 80  | 34 | 31 | 15 | 271 | 241 | 83  |
| Pittsburgh Penguins | 80  | 34 | 33 | 13 | 240 | 252 | 81  |
| Washington Capitals | 80  | 24 | 42 | 14 | 221 | 307 | 62  |
| Detroit Red Wings   | 80  | 16 | 55 | 9  | 183 | 309 | 41  |

### Clarence Campbell-főcsoport
| Patrick-divízió     | MSz | Gy | V  | D  | SzG | KG  | P   |
| ------------------- | --- | -- | -- | -- | --- | --- | --- |
| Philadelphia Flyers | 80  | 48 | 16 | 16 | 323 | 213 | 112 |
| New York Islanders  | 80  | 47 | 21 | 12 | 288 | 193 | 106 |
| Atlanta Flames      | 80  | 34 | 34 | 12 | 264 | 265 | 80  |
| New York Rangers    | 80  | 29 | 37 | 14 | 272 | 310 | 72  |

| Smythe-divízió        | MSz | Gy | V  | D  | SzG | KG  | P  |
| --------------------- | --- | -- | -- | -- | --- | --- | -- |
| St. Louis Blues       | 80  | 32 | 39 | 9  | 239 | 276 | 73 |
| Minnesota North Stars | 80  | 23 | 39 | 18 | 240 | 310 | 64 |
| Chicago Black Hawks   | 80  | 26 | 43 | 11 | 240 | 298 | 63 |
| Vancouver Canucks     | 80  | 25 | 42 | 13 | 235 | 294 | 63 |
| Colorado Rockies      | 80  | 20 | 46 | 14 | 226 | 307 | 54 |

## Kanadai táblázat
| Játékos           | Csapat                | MSz | G  | A  | P   | B  |
| ----------------- | --------------------- | --- | -- | -- | --- | -- |
| Guy Lafleur       | Montréal Canadiens    | 80  | 56 | 80 | 136 | 20 |
| Marcel Dionne     | Los Angeles Kings     | 80  | 53 | 69 | 122 | 12 |
| Steve Shutt       | Montréal Canadiens    | 80  | 60 | 45 | 105 | 28 |
| Rick MacLeish     | Philadelphia Flyers   | 79  | 49 | 48 | 97  | 42 |
| Gilbert Perreault | Buffalo Sabres        | 80  | 39 | 56 | 95  | 30 |
| Tim Young         | Minnesota North Stars | 80  | 29 | 66 | 95  | 58 |
| Jean Ratelle      | Boston Bruins         | 78  | 33 | 61 | 94  | 22 |
| Lanny McDonald    | Toronto Maple Leafs   | 80  | 46 | 44 | 90  | 77 |
| Darryl Sittler    | Toronto Maple Leafs   | 73  | 38 | 52 | 90  | 89 |
| Bobby Clarke      | Philadelphia Flyers   | 80  | 27 | 63 | 90  | 71 |

## Kapusok statisztikái
| Játékos          | Csapat              | MSz | Gy | V  | D  | Perc | KG  | SO | KGÁ  |
| ---------------- | ------------------- | --- | -- | -- | -- | ---- | --- | -- | ---- |
| Michel Larocque  | Montréal Canadiens  | 26  | 19 | 2  | 4  | 1525 | 53  | 4  | 2.09 |
| Ken Dryden       | Montréal Canadiens  | 56  | 41 | 6  | 8  | 3275 | 117 | 10 | 2.14 |
| Glenn Resch      | New York Islanders  | 46  | 26 | 13 | 6  | 2711 | 103 | 4  | 2.28 |
| Billy Smith      | New York Islanders  | 36  | 21 | 8  | 6  | 2089 | 98  | 2  | 2.50 |
| Don Edwards      | Buffalo Sabres      | 25  | 16 | 7  | 2  | 1480 | 62  | 2  | 2.51 |
| Gerry Desjardins | Buffalo Sabres      | 49  | 31 | 12 | 6  | 2871 | 126 | 3  | 2.63 |
| Bernie Parent    | Philadelphia Flyers | 61  | 35 | 13 | 12 | 3525 | 159 | 5  | 2.71 |
| Rogatien Vachon  | Los Angeles Kings   | 68  | 33 | 23 | 12 | 4059 | 184 | 8  | 2.72 |
| Denis Herron     | Pittsburgh Penguins | 34  | 15 | 11 | 5  | 1920 | 94  | 1  | 2.94 |
| Dunc Wilson      | Pittsburgh Penguins | 45  | 18 | 19 | 8  | 2627 | 129 | 5  | 2.95 |

## Stanley-kupa rájátszás

### Első forduló
A divízióbajnokok egyenesen bekerültek a negyeddöntőbe; a többi nyolc csapat az első fordulóban egy három mérkőzésből álló szériát játszott a negyeddöntőbe jutásért.
- New York Islanders (4) 2 - Chicago Black Hawks (12) 0
- Buffalo Sabres (5) 2 - Minnesota North Stars (11) 0
- Pittsburgh Penguins (7) 1 - Toronto Maple Leafs (8) 2
- Los Angeles Kings (6) 2- Atlanta Flames (9) 1

### Negyeddöntő
- Montréal Canadiens (1) 4 - St. Louis Blues (10) 0
- New York Islanders (4) 4 - Buffalo Sabres (5) 0
- Philadelphia Flyers (2) 4 - Toronto Maple Leafs (8) 2
- Boston Bruins (3) 4 - Los Angeles Kings (6) 2

### Elődöntő
- Montréal Canadiens (1) 4 - New York Islanders (4) 2
- Philadelphia Flyers (2) 0 - Boston Bruins (3) 4

### Döntő
Montréal Canadiens vs. Boston Bruins
| Dátum     | Idegenben          | Eredmény | Otthon             | Eredmény | Megjegyzés |
| --------- | ------------------ | -------- | ------------------ | -------- | ---------- |
| Május 7.  | Boston Bruins      | 3        | Montréal Canadiens | 7        |            |
| Május 10. | Boston Bruins      | 0        | Montréal Canadiens | 3        |            |
| Május 12. | Montréal Canadiens | 4        | Boston Bruins      | 2        |            |
| Május 14. | Montréal Canadiens | 2        | Boston Bruins      | 1        | (hossz.)   |

A hét mérkőzésből álló párharcot (négy győzelemig tartó sorozatot) a Montréal nyerte 4:0-ra, így ők lettek a Stanley-kupa bajnokok.

## NHL díjak
- Prince of Wales-trófea — Montréal Canadiens
- Clarence S. Campbell-tál - Philadelphia Flyers
- Art Ross-trófea - Guy Lafleur, Montréal Canadiens
- Bill Masterton-emlékkupa - Ed Westfall, New York Islanders
- Calder-emlékkupa - Willi Plett, Atlanta Flames
- Conn Smythe-trófea Guy Lafleur, Montréal Canadiens
- Hart-emlékkupa - Guy Lafleur, Montréal Canadiens
- Jack Adams-díj - Scotty Bowman, Montréal Canadiens
- James Norris-emlékkupa - Larry Robinson, Montréal Canadiens
- Lady Byng-emlékkupa - Marcel Dionne, Los Angeles Kings
- Lester B. Pearson-díj - Guy Lafleur, Montréal Canadiens
- Plusz/minusz vezető - Larry Robinson, Montréal Canadiens
- Vezina-trófea (legjobb kapusok) - Ken Dryden, Montréal Canadiens és Michel Larocque, Montréal Canadiens
- Lester Patrick-trófea (USA-i hoki iránti szolgálat) - John Bucyk, Murray A. Armstrong, John Mariucci

### Első All-Star csapat
- Kapus: Ken Dryden, Montréal Canadiens
- Hátvéd: Larry Robinson, Montréal Canadiens
- Hátvéd: Börje Salming, Toronto Maple Leafs
- Center: Marcel Dionne, Los Angeles Kings
- Balszélső: Steve Shutt, Montréal Canadiens
- Jobbszélső: Guy Lafleur, Montréal Canadiens

### Második All-Star csapat
- Kapus: Rogatien Vachon, Los Angeles Kings
- Hátvéd: Denis Potvin, New York Islanders
- Hátvéd: Guy Lapointe, Montréal Canadiens
- Center: Gilbert Perreault, Buffalo Sabres
- Balszélső: Rick Martin, Buffalo Sabres
- Jobbszélső: Lanny McDonald, Toronto Maple Leafs

## Debütálók
Itt a fontosabb debütálók szerepelnek, első csapatukkal. A csillaggal jelöltek a rájátszásban debütáltak.
- Don Edwards, Buffalo Sabres
- Bob Sauvé, Buffalo Sabres
- Reed Larson, Detroit Red Wings
- Brian Engblom *, Montréal Canadiens
- Don Murdoch, New York Rangers
- Bernie Federko, St. Louis Blues
- Randy Carlyle, Toronto Maple Leafs
- Rick Green, Washington Capitals

## Visszavonulók
Itt a fontosabb olyan játékosok szerepelnek, akik utolsó NHL-meccsüket ebben a szezonban játszották.
- Pat Quinn, Atlanta Flames
- Gilles Villemure, Chicago Black Hawks
- Jim Pappin, Cleveland Barons
- Simon Nolet, Colorado Rockies
- Bob Berry, Los Angeles Kings
- Ed Van Impe, Pittsburgh Penguins
- Vic Hadfield, Pittsburgh Penguins
- Barclay Plager, St. Louis Blues
- Roger Crozier, Washington Capitals